# Sistema de Informação da Amazônia
O Sistema de Informação da Amazônia, ou SIAMAZ, corresponde a um sistema automatizado de informação da Amazônia, abrangendo os países que fazem fronteira com essa região como: Bolívia, Brasil, Colômbia, Equador, Guiana, Peru, Suriname e Venezuela.

## Função
Este sistema tem como função reunir registros bibliográficos dos países envolvidos, que são reunidos em 37 bases de dados, correspondendo a informações de instituições, pesquisas, especialistas, siglas, leis tanto de interesse para região Amazônica como para as estações de rádio brasileiras.
Ela vem servir como instrumento na busca de informações de qualquer instituição, organização ou pessoa interessada nesses assuntos.

## Bases
Algumas de suas bases são:
- Teses e dissertações
- Frutas da Amazônia
- Mamirauá - Plano de Manejo
- Mastofauna paraense: bibliografia e nomenclatura
- Série Cooperação Amazônica 16
- UFPA: resoluções.

## Recursos
Possui sistema de busca que localiza endereços e telefones de organizações e pessoas que são envolvidas no trabalho com a região Amazônica; acervo de fotos, mapas, vídeos, e áudios referentes a região. Há uma produção de filmes que são inscritos e selecionados e posteriormente exibidos em âmbito nacional em rede pública de televisão.